# Leptura aurosericans
Leptura aurosericans es una especie de escarabajo longicornio del género Leptura, categorizada en la tribu Lepturini, de la subfamilia Lepturinae. Fue descrita por Fairmaire en 1895.

## Descripción
Mide 16-23 mm de longitud.

## Distribución
Se distribuye por China, Laos, Tailandia y Vietnam.